# Louis Augustin Plicque
 (janvier 2024).
Louis Augustin Plicque, né le 22 octobre 1772 à Villenoy (Seine-et-Marne), mort le 23 juin 1822 à Paris (11e arrondissement), est un général de brigade du Premier Empire et Baron d'Empire.

## États de service
Il entre en service le 20 septembre 1793, comme sous-lieutenant au 2e bataillon de volontaires de Seine-et-Marne, il passe adjudant-major le 27 septembre suivant, et il fait les campagnes de l’an II et de l’an III à l’armée du Nord. Le 8 mai 1794, il est nommé lieutenant au 36e régiment d’infanterie de ligne, et il est promu capitaine le 1er mai 1795. Il sert de l’an IV à l’an V, à l’armée de Sambre-et-Meuse, et de l’an VI à l’an VIII à celle de l’Ouest.
Le 21 mars 1798, il rejoint l’état-major général, et il est affecté à l’armée d’Italie de l’an IX à l’an XIV, puis en 1806 il passe à l’armée de Naples et l’année suivante il rejoint le 6e corps de la Grande Armée. Il est fait chevalier de la Légion d’honneur le 4 janvier 1807, puis chef de bataillon le 27 février suivant.
De 1808 à 1814, il fait partie de l’armée d’Espagne, puis de celle d’Aragon. Il est nommé adjudant commandant le 10 mars 1809, et il est élevé au grade d’officier de la Légion d’honneur le 6 août 1811.
Lors de la première restauration, le roi Louis XVIII, le fait chevalier de Saint-Louis.
Il est promu général de brigade le 6 juillet 1815, mais comme tous les officiers généraux promu pendant les Cent-Jours, il n’a pas été confirmé dans son grade.
Il meurt le 22 juin 1822 à Paris (11e).

## Dotation
- Le 17 août 1810, donataire d’une rente de 4 000 francs sur les biens réservés en Hanovre.

## Armoiries
| Figure | Nom du baron et blasonnement |
| ------ | --- |
|        | |
|        | Armes du baron Louis Augustin Plicque et de l'Empire, décret du 7 août 1810, lettres patentes du 2 août 1811, officier de la Légion d'honneur Coupé au premier parti, à dextre d'argent à trois têtes de maures de sable, tortillées d'or, à sénestre des Barons tirés de l'armée, au deuxième d'azur à deux lions affrontés d'or soutenus d'un foudre du même - Livrées : les couleurs de l'écu. |

## Sources
- Vicomte Révérend, Armorial du Premier Empire, tome 4, Honoré Champion, libraire, Paris, 1897, p. 61.